# Zeuthen

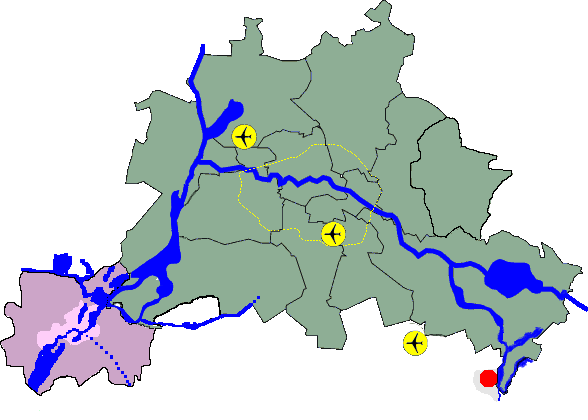
Lage an der Stadtgrenze Berlins

Zeuthen ist eine Gemeinde im Landkreis Dahme-Spreewald in Brandenburg. Sie liegt am südöstlichen Stadtrand Berlins an der Dahme und dem Zeuthener See.

## Geographie
Zeuthen hat zwei Ortskerne, das heutige Zentrum, das nach dem Bau der Bahnstrecke Berlin–Görlitz zwischen Bahnhof und Seeufer entstand, und das südwestlich gelegene alte Angerdorf Miersdorf. Der Wohnplatz Miersdorfer Werder liegt auf der Ostseite des Sees und ist nur über das Territorium von Wildau und Königs Wusterhausen zu erreichen. Früher fuhr auch eine Fähre zwischen den beiden Seeufern, doch wegen zu geringen Umsatzes wurde der Fährverkehr eingestellt.
Nachbargemeinden sind Eichwalde im Norden, Schulzendorf und Schönefeld im Westen, Wildau im Süden, Königs Wusterhausen im Südosten und Berlin-Schmöckwitz im Nordosten. An den Grenzen zu Eichwalde, Schulzendorf und Wildau geht die Bebauung nahtlos in die der Nachbargemeinden über, eine Zuordnung der Grundstücke nach Gemeinden fällt ohne Kartenwerk oft schwer. Zeuthen bildet somit das Zentrum eines aus diesen vier Gemeinden bestehenden Siedlungskörpers.
Das Zeuthener Gemeindegebiet ist zum großen Teil bebaut, die Freiflächen bestehen vorwiegend aus Wald- und Wasserflächen. Es gibt fast keine landwirtschaftlich genutzten Flächen.

## Gemeindegliederung
Zu Zeuthen gehören die bewohnten Gemeindeteile Miersdorf und Zeuthen sowie die Wohnplätze Falkenhorst, Hankelsablage, Heideberg, Hochland, Miersdorfer Werder und Wüstemark.

## Geschichte

### 13.–16. Jahrhundert
Das Sackgassendorf wurde 1375 als Czyten, Czuten erstmals im Landbuch Karls IV. urkundlich erwähnt. Das Landbuch beschreibt den Ort als „Dörfchen“ ohne Angaben von Hufen, der nur aus „etwas Acker“ bestand. Es gab bereits 14 Fischerhäuser sowie einen Dorfschulzen, der einen Bienenzins leisten musste. 
Das Dorf war vor 1375 im Besitz der Apitz und von Buden und kam vermutlich im Jahr 1414 zu Miersdorf. Im Jahr 1450 wurden nach wie vor keine Angaben zu den Hufen gemacht, dafür gab es zwölf Erben. Von diesen waren 1480 noch acht wüst. In diesem Jahr kam der Ort zur Familie Diricke und von dort vor 1496 zur Familie Enderlein zu Miersdorf. Sie hielten ihn jedoch nicht lange, sondern gaben ihn an den Bürger Brackow zu Berlin weiter, der ihn bis 1517 hielt. Danach erschien ein Richter Rauch zu Brandenburg, der Zeuthen bis nach 1547 besaß. 
Anschließend übernahm das Amt Köpenick vor 1577 den Ort. In diesem Jahr erschienen erneut ein Schulze, erstmals auch ein Krüger sowie drei weitere Fischer. Sie leisteten Wehrzins und Fische. Es gab eine Zeidelheide, mehrere Wiesen sowie den Radeacker und erstmals auch 2,5 Hufen Land sowie eine kurfürstliche Meierei. Im Jahr 1589 erschien ein Vorwerk mit einer Größe von 203 Morgen und drei Wispel 2 Scheffel Roggen-, 1 Wispel und 4 Scheffel Gersten, 1 Wispel 12 Scheffel Hafersaat. Weitere 24 Morgen Wiese brachten einen Ertrag von 29 Fuder Heu. Im Hof standen bis zu 36 Rinder; es gab einen Garten von einem halben Morgen Fläche. Im Dorf lebten mittlerweile sechs Kossäten sowie fünf Einhufner sowie der Schulze und der Krüger. Ein Kossät bewirtschaftete drei Morgen, wobei bislang unklar bleibt, ob es sich dabei nicht ebenfalls um einen Fischer handelte.

### 17. Jahrhundert
Vor dem Dreißigjährigen Krieg gab es im Dorf im Jahr 1624 fünfeinhalb Kossäten und einen Hirten. Zeuthen schien von den Kriegshandlungen weniger getroffen worden zu sein wie vergleichbare Dörfer. Jedenfalls lebten 1652 bereits fünf Kossäten mit drei Söhnen im Dorf.

### 18. Jahrhundert
Im Jahr 1700 erschien erstmals ein Nachweis über einen kleinen Rittersitz, der mittlerweile jedoch abgebrannt war. Die Ackerflächen wurden fortan von den Kossäten bewirtschaftet. Sie betrieben auch fünf Fischwehre. In der Nähe des Dorfes war ein Ort Sandacker, genannte „Rahdeland“ entstanden. Dabei handelte es sich um eine Fläche, die vom Schmöckwitzschen Heideläufer gemeinsam mit dem Krüger gerodet wurden. 1704 besaßen der Schulzen sowie der Krüger Land mit je zwei Scheffel Roggen-, zweieinhalb Scheffen Gerstensaat sowie Wiese zu vier Fuder Heu. Drei Kossäten besaßen ebenfalls Land zu je ein bis zwei Scheffel Roggen- und Gerstensaat sowie einem Scheffel Hafersaat. Die Wiesen brachten rund zwei bis drei Fuder Heu. Ein halber Kossäte besaß keinen Acker, jedoch eine Wiese, die ein Fuder Heu einbrachte. 1711 gab es erneut keine Hufe mehr, so dass es lediglich noch die mittlerweile fünfeinhalb Kossäten, einen Hirten sowie einen Jungen gab. Ein halber Kossätenhof ging bis 1745 ab, während die verbliebenen Höfe wieder je eine Hufe bewirtschafteten. Außerhalb des Dorfes war ein Schul- und Familienhaus entstanden. Dieses erschien erneut 1756, erstmals mit einem Schulmeister, der auch einer der fünf Büdner war. Es gab weiterhin fünf Kossäten mit je einer Hufe sowie zwei Halbkossäten, davon einer mit nur einer halben Hufe. Im Jahr 1771 standen im Dorf fünfeinhalb Giebel (= Wohnhäuser); es gab einen Hirten sowie vier Paar Hausleute.

### 19. Jahrhundert
Im Jahr 1801 lebten in Zeuthen fünf Ganzkossäten und sieben Büdner. Es gab einen Krug sowie erstmals eine Windmühle mit der Kolonie Rauchfangwerder. Diese Kolonie wurde 1840 erneut erwähnt; hinzu kamen 21 Wohnhäuser. Im Jahr 1858 gab es 14 Hofeigentümer, die 18 Knechte und Mägde beschäftigten. Weiterhin gab es acht nebengewerbliche Landwirte sowie acht Arbeiter. Im Dorf gab es 14 Besitzungen: Sechs waren zwischen 30 und 300 Morgen groß (zusammen 580 Morgen) sowie acht unter fünf Morgen (zusammen zehn Morgen). Im Dorf arbeiten ein Schneidermeister mit einem Lehrling sowie ein Böttchermeister, ebenfalls mit einem Lehrling. Im Jahr 1860 gab es ein öffentliches, 14 Wohn- und 26 Wirtschaftsgebäude. Die Gemarkung war 600 Morgen groß: Dabei entfielen 275 Morgen auf Acker, 200 Morgen auf Wald, 88 Morgen auf Weide, 27 Morgen auf Wiese sowie 10 Morgen auf die Gehöfte.

### 20. und 21. Jahrhundert
Um die Jahrhundertwende standen im Ort 111 Häuser. Der Bestand wuchs auf 276 Häuser im Jahr 1931 an. Im Jahr 1939 gab es im Dorf drei land- und forstwirtschaftlichen Betriebe, die zwischen 20 und 100 Hektar groß waren, zwei Betriebe zwischen 10 und 20 Hektar sowie zwei weitere Betriebe zwischen 0,5 und 5 Hektar.
Nach dem Zweiten Weltkrieg wurden 49 Hektar aus dem Staatsforst enteignet aufgeteilt. Im Jahr 1955  gründete sich eine LPG vom Typ I, die 1958 mit der LPG Wildau zur LPG Wildau-Zeuthen Typ III zusammengeschlossen wurde. Sie wiederum schloss sich 1959 zur LPG Zeuthen-Miersdorf zusammen. 1960 bestand diese LPG mit 50 Mitgliedern und 370 Hektar landwirtschaftlicher Nutzfläche. 1973 bestand in Zeuthen der VEB Kombinat Leuchtenbau Leipzig, Werk Zeuthen, die PGH Friseurhandwerk, die Gabelstapler-Instandsetzung, die LPG Wildau-Zeuthen mit den Betriebsteilen Zeuthen und Wildau sowie die Revierförsterei Wüstemark.

## Bevölkerungsentwicklung
| Jahr | Einwohner |
| ---- | --------- |
| 1875 | 0 149     |
| 1890 | 0 345     |
| 1910 | 1.122     |
| 1925 | 1.942     |
| 1933 | 3.062     |
| 1939 | 4.135     |

| Jahr | Einwohner |
| ---- | --------- |
| 1946 | 4.166     |
| 1950 | 4.817     |
| 1964 | 9.078     |
| 1971 | 9.121     |
| 1981 | 8.610     |
| 1985 | 8.236     |

| Jahr | Einwohner |
| ---- | --------- |
| 1990 | 07.860    |
| 1995 | 07.923    |
| 2000 | 09.375    |
| 2005 | 10.219    |
| 2010 | 10.400    |
| 2015 | 11.106    |

| Jahr | Einwohner |
| ---- | --------- |
| 2020 | 11.355    |
| 2021 | 11.358    |
| 2022 | 11.365    |
| 2023 | 11.456    |
| 2024 | 11.431    |

Gebietsstand des jeweiligen Jahres, Einwohnerzahl: Stand 31. Dezember (ab 1991), ab 2011 auf Basis des Zensus 2011, ab 2022 auf Basis des Zensus 2022

## Politik

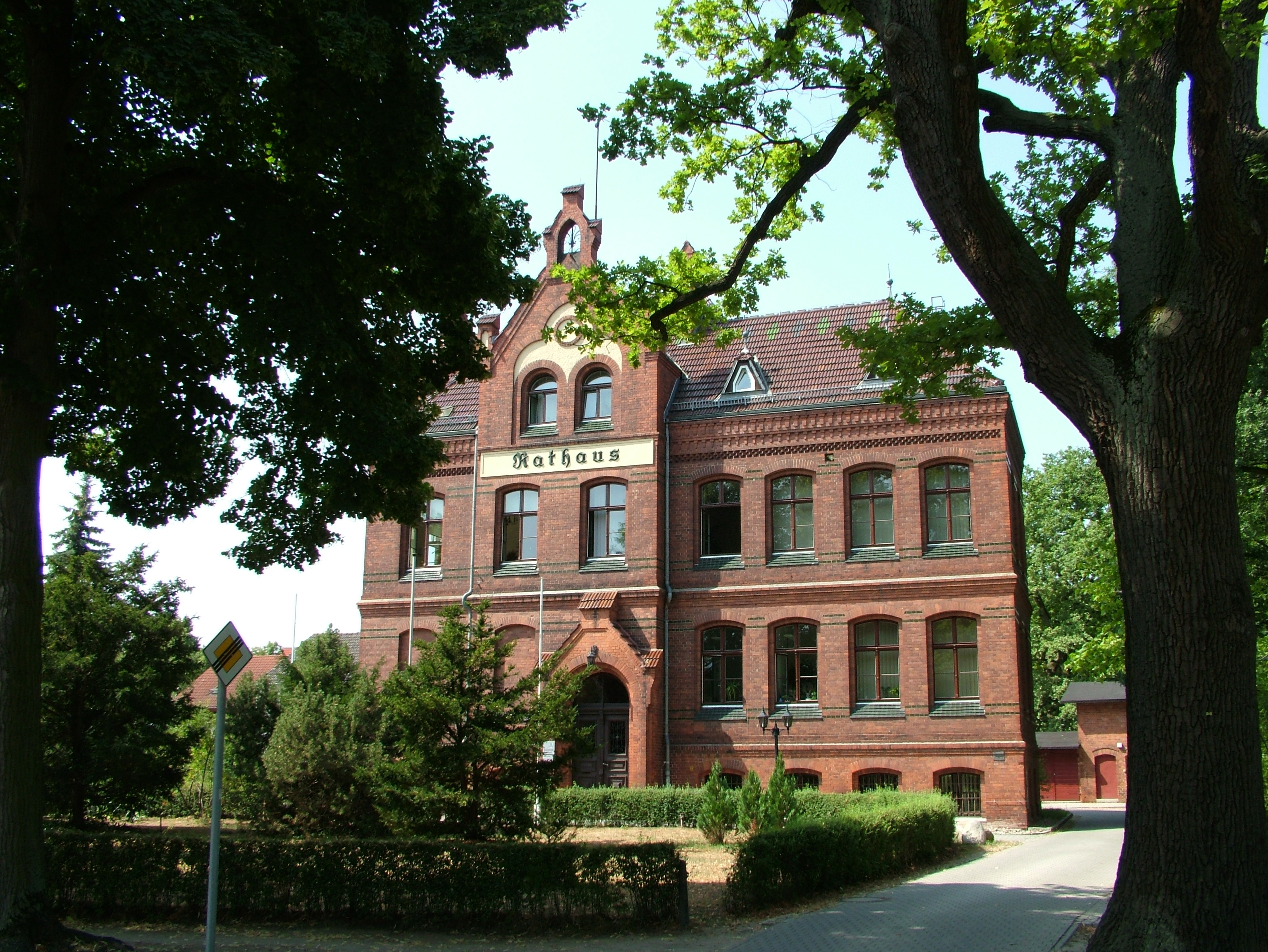
Rathaus

### Gemeindevertretung
Die Gemeindevertretung von Zeuthen besteht aus 22 Gemeindevertretern sowie dem hauptamtlichen Bürgermeister. Die Kommunalwahl am 9. Juni 2024 führte bei einer Wahlbeteiligung vo 70,9 % zu folgendem Ergebnis:
| Partei / Wählergruppe                          | Stimmenanteil 2019 | Sitze 2019 |  | Stimmenanteil 2024 | Sitze 2024 |
| ---------------------------------------------- | ------------------ | ---------- |  | ------------------ | ---------- |
| Bürger für Zeuthen                             | 19,5 %             | 4          |  | 37,8 %             | 8          |
| CDU                                            | 11,6 %             | 3          |  | 20,9 %             | 4          |
| SPD                                            | 14,9 %             | 3          |  | 16,8 %             | 4          |
| Bündnis 90/Die Grünen                          | 17,2 %             | 4          |  | 12,3 %             | 3          |
| Die Linke                                      | 12,6 %             | 3          |  | 08,7 %             | 2          |
| Zukunft. Umwelt. Mensch. Leben (Z.U.M. Leben)  | –                  | –          |  | 03,4 %             | 1          |
| FDP                                            | 12,0 %             | 3          |  | –                  | –          |
| AfD                                            | 10,8 %             | 2          |  | –                  | –          |
| Partei für Veränderung, Vegetarier und Veganer | 01,4 %             | –          |  | –                  | –          |
| Insgesamt                                      | 100 %              | 22         |  | 100 %              | 22         |

Im Mai 2020 löste sich die AfD-Fraktion in der Gemeindevertretung auf. Da die AfD-Liste über keine weiteren Nachrücker verfügte, blieben die Sitze der AfD bis zum Ende der Legislaturperiode 2024 unbesetzt.
Seit Juni 2020 überträgt die Gemeinde Zeuthen ihre Sitzungen der Gemeindevertretung als Video-Livestream. Die Sitzungen sind auch im Nachhinein als Podcast abrufbar. Damit ist Zeuthen einer der Vorreiter bei der Gestaltung transparenter Kommunalpolitik.

### Bürgermeister
- 1990–1994: Karl-Ludwig Böttcher (SPD)
- 1994–2010: Klaus-Dieter Kubick (parteilos)
- 2010–2018: Beate Burgschweiger (SPD)[9]
- 2018–2024: Sven Herzberger (parteilos)
- seit 2024: Philipp Martens (Die Linke)

Bei der Bürgermeisterwahl am 17. März 2024 wurde Martens mit 69,8 % der gültigen Stimmen für eine Amtszeit von acht Jahren gewählt. Die Wahlbeteiligung betrug 54,7 %.

### Partnergemeinden
Partnerschaften bestehen zur polnischen Kleinstadt Małomice (Mallmitz) in Niederschlesien und zum Schweizer Kurort Interlaken im Kanton Bern.

## Sehenswürdigkeiten und Kultur

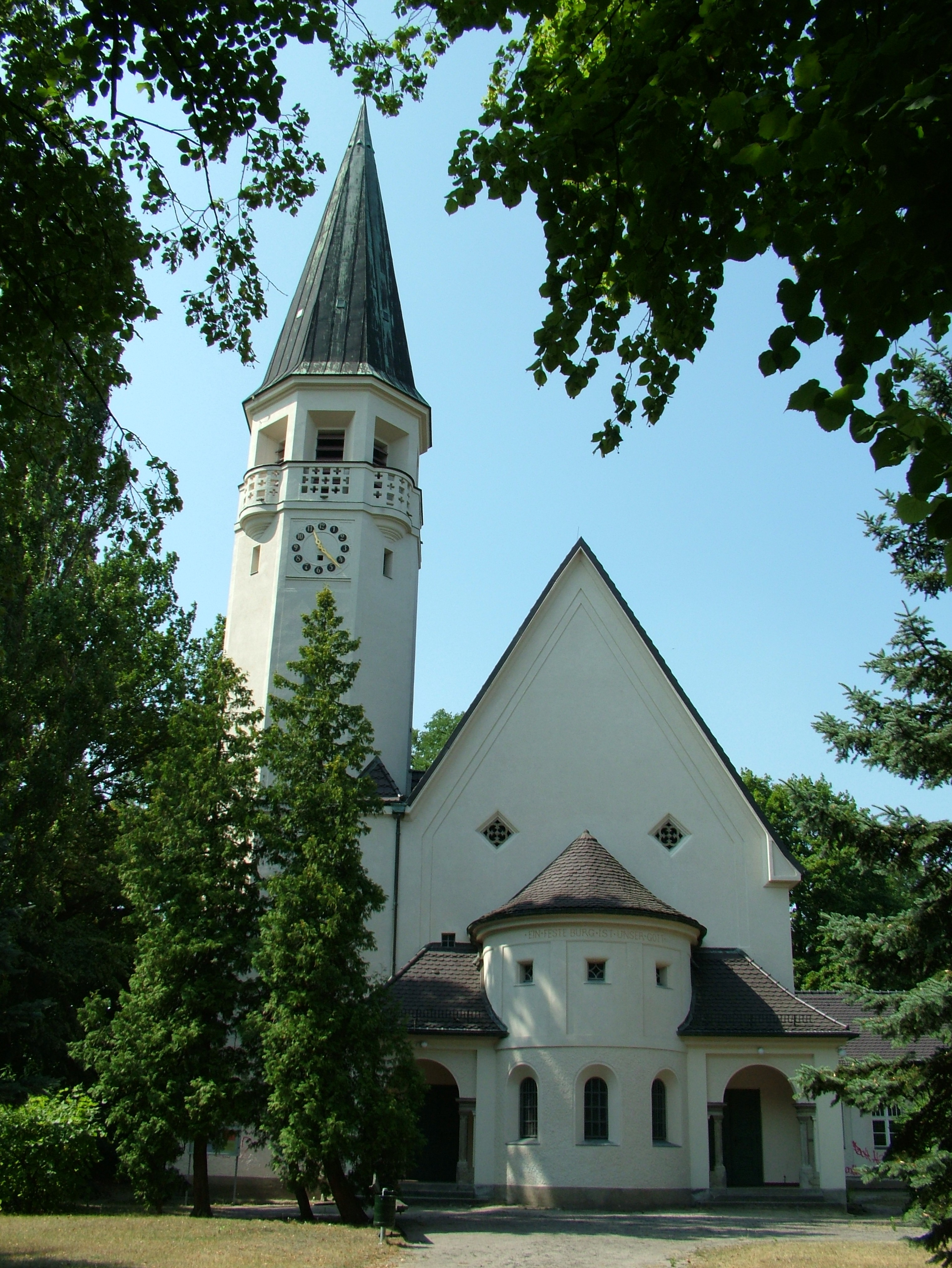
Martin-Luther-Kirche

Seeufer, 1913

In der Liste der Baudenkmale in Zeuthen und in der Liste der Bodendenkmale in Zeuthen stehen die in der Denkmalliste des Landes Brandenburg eingetragenen Denkmale.
- Dorfkirche Miersdorf aus dem 14./15. Jahrhundert mit großem Holzkreuz und drei gotischen Holzplastiken
- Martin-Luther-Kirche (erbaut 1913/14 nach einem Entwurf von Georg Büttner)
- Fontane-Ausstellung im DESY Zeuthen, Hankels Ablage, Platanenallee 6[12]
- Zeuthener See mit kleiner Uferpromenade
- Sowjetischer Ehrenfriedhof von 1949 an der Dorfstraße im Ortsteil Miersdorf für 449 sowjetische Soldaten sowie Zivilpersonen, zu denen wahrscheinlich auch Kriegsgefangene und Zwangsarbeiter aus Frankreich gehörten, die im Schwermaschinenbau von Wildau und in der Landwirtschaft Zwangsarbeit verrichten mussten
- Gedenkstein auf dem Platz der Demokratie für Angehörige aus den Internationalen Brigaden der Spanienkämpfer, nach denen dieser Platz zu DDR-Zeiten benannt war
- Chinesischer Garten am Zeuthener See
- Siegertplatz am Zeuthener See
- Villa Hertzog in der Havellandstraße 17
- Grab des Assyriologen Bruno Meissner auf dem Zeuthener Friedhof, Begründer des Reallexikons der Assyriologie. Das später von Wolfram von Soden herausgegebene akkadische Handwörterbuch beruht auf seiner Vorarbeit.
- Naturschutzgebiet Höllengrund – Pulverberg
- Naturschutzgebiet Flutgrabenaue Waltersdorf

Veranstaltungen
- Der Fontanekreis Zeuthen veranstaltet öffentliche Vorträge und Ausstellungen.
- Der bei der Martin-Luther-Kirche angesiedelte Kantatenchor Zeuthen e. V. veranstaltet jährlich zwei bis drei Oratorienaufführungen.
- Die Feuerwehr Zeuthen veranstaltet jährlich das „Knutfest“.
- Der Weihnachtsmarkt in Zeuthen findet jährlich vor dem Rathaus statt.
- Der Ausdauersportverein veranstaltet jedes Jahr einen Jedermannslauf
- Seit 2019 veranstaltet die Gemeinde im Januar einen „Zeuthen-Tag“. Dieser beginnt in Anlehnung an die Partnergemeinde Interlaken (Schweiz) mit einem „Zuzügli-Brunch“, bei dem die Neubürger des vergangenen Jahres begrüßt werden, gefolgt vom  traditionellen Neujahrsempfang. Seinen Abschluss findet der „Zeuthen-Tag“ mit einem Neujahrskonzert.

## Infrastruktur

### Forschungszentrums DESY
Seit 1992 ist Zeuthen neben Hamburg-Bahrenfeld einer der beiden Standorte des Forschungszentrums DESY in der Helmholtz-Gemeinschaft. Bis 1991 war hier das eigenständige Institut für Hochenergiephysik.

### Verkehr
Zeuthen liegt an den Landesstraßen L 401 zwischen der Berliner Landesgrenze (Bezirk Treptow-Köpenick) und Königs Wusterhausen sowie L 402 Dahlewitz – Zeuthen. Die nächstgelegenen Autobahnanschlussstellen sind Königs Wusterhausen an der A 10 (südlicher Berliner Ring) und Waltersdorf an der A 117.

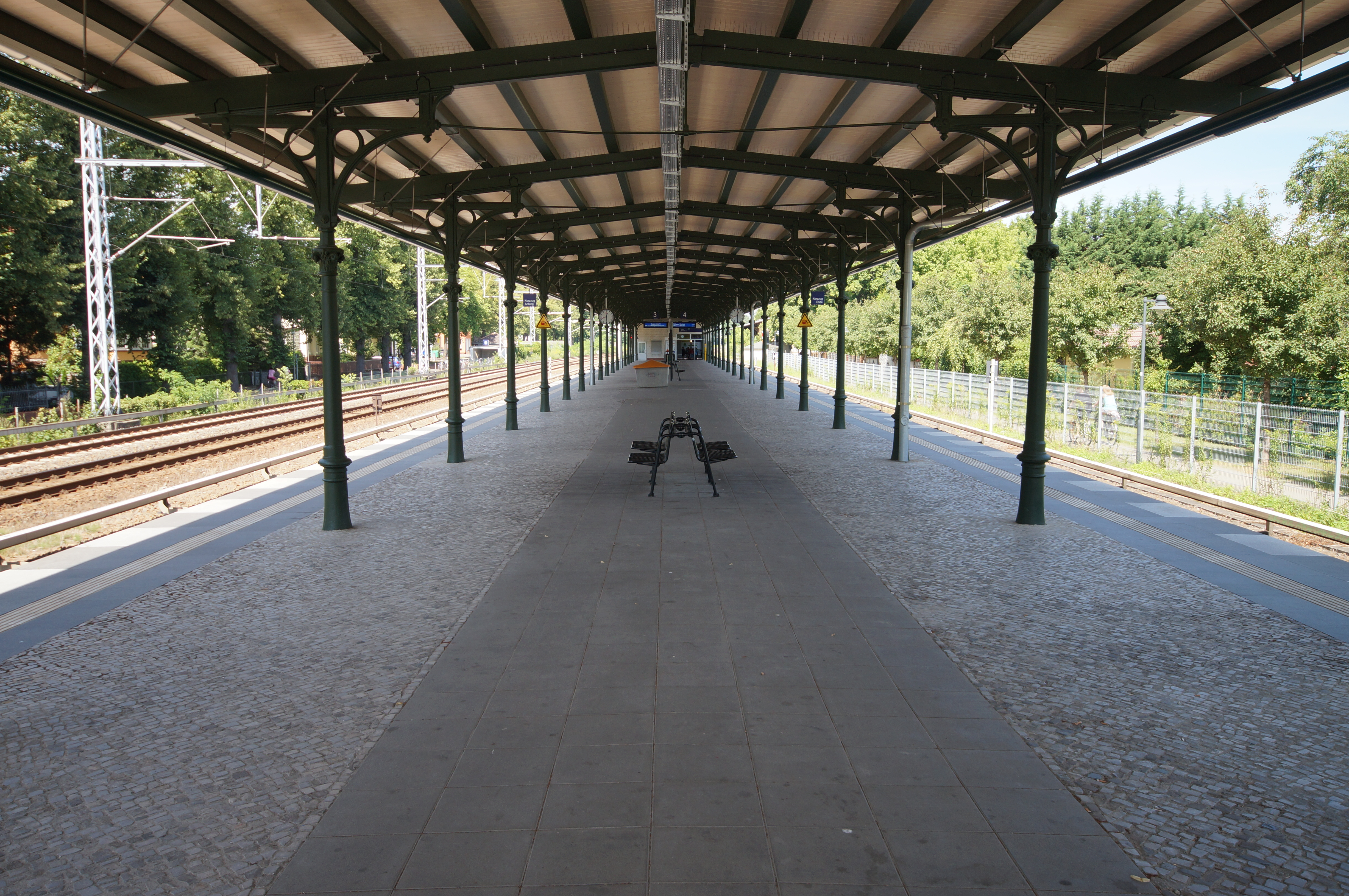
Bahnhof Zeuthen

Zeuthen liegt an der Bahnstrecke Berlin–Görlitz, der Bahnhof Zeuthen wurde am 1. November 1897 eingeweiht. Dieser liegt seit der im Jahr 1951 erfolgten Trennung des Fern- und Vorortverkehrs an der parallel verlaufenden Bahnstrecke Berlin Warschauer Straße–Königs Wusterhausen. Er wird von der S-Bahn-Linie S8 (Wildau – Birkenwerder) auf der Kursbuchstrecke (KBS) 200.8 und von der S-Bahn-Linie S46 (Königs Wusterhausen – Westend) auf der Kursbuchstrecke 200.46 bedient.
Unweit von Zeuthen liegt der internationale Flughafen Berlin Brandenburg, der mit mehreren Buslinien direkt angebunden ist.

### Bildung
In Zeuthen gibt es zwei Schulen:
- Grundschule am Wald (Lage), Halbtagsschule mit Hort
- Musikbetonte Gesamtschule „Paul Dessau“ (Lage)

Außerdem befindet sich in Zeuthen das Internat der Villa Elisabeth-Privatschulen (Lage).
Seit 1996 gibt es einen sozialpädagogischen Jugendclub, der von der Gemeinde betrieben wird.

### Sport
Der SC Eintracht Miersdorf/Zeuthen spielte bis zur Saison 2021/22 in der Fußball-Brandenburgliga, der der Verein insgesamt neun Jahre angehörte. In der Saison 2024/25 spielt er in der Landesliga Brandenburg Süd.

## Persönlichkeiten

### Söhne und Töchter der Gemeinde
- Uwe Reisner (1936–2022), Lyriker

### Mit Zeuthen verbundene Persönlichkeiten
- Bruno Meissner (1868–1947), Assyriologe
- Paul Dessau (1894–1979), Komponist
- Paul Scholz (1902–1995), Politiker (DBD)
- Kurt Seibt (1908–2002), Politiker (SED)
- Friedrich Behrens (1909–1980), Wirtschaftswissenschaftler
- Rudolf Kaiser (1910–1980), Keramiker
- Wolfgang Rösser (1914–2007), Politiker (NDPD)
- Karl-Eduard von Schnitzler (1918–2001), Chefkommentator des Fernsehens der DDR
- Ruth Berghaus (1927–1996), Opernregisseurin
- Dieter Noll (1927–2008), Schriftsteller
- Karl Lanius (1927–2010), Physiker und Leiter des Instituts für Hochenergiephysik
- Claus Grote (* 1927), Kernphysiker im Institut für Hochenergiephysik in Zeuthen und Generalsekretär der Akademie der Wissenschaften der DDR
- Gerhart Neuner (1929–2008), Präsident der Akademie der Pädagogischen Wissenschaften der DDR
- Heribert Mally (1929–1995), Leiter der Verkehrspolizei im Ministerium des Innern der DDR
- Paul-Heinz Dittrich (1930–2020), Komponist, lebte und starb in Zeuthen
- Klaus-Dieter Baumgarten (1931–2008), Chef der Grenztruppen der DDR, lebte in Zeuthen
- Anneliese Dörck (1934–2007), Grafikerin, Karikaturistin und Cartoonistin, lebte in Zeuthen
- Georg Katzer (1935–2019), Komponist, lebte in Zeuthen
- Dean Reed (1938–1986), US-amerikanischer Sänger
- Siegfried Uhlenbrock (1939–2013), Schlagersänger und Komponist, lebte in Zeuthen